# Real Marcianise Calcio 2005-2006
Questa voce raccoglie le informazioni riguardanti  il Real Marcianise Calcio nelle competizioni ufficiali della stagione 2005-2006.

## Rosa
| N. |                   | Ruolo | Calciatore           |
| -- | ----------------- | ----- | -------------------- |
| -  | Italia (bandiera) | C     | Antonio Amita        |
| -  | Italia (bandiera) | P     | Andrea Armellini     |
| -  | Italia (bandiera) | D     | Agatino Chiavaro     |
| -  | Italia (bandiera) | D     | Michele Ciano        |
| -  | Italia (bandiera) | P     | Domenico Ciontoli    |
| -  | Italia (bandiera) | A     | Raffaele Corsale     |
| -  | Italia (bandiera) | C     | Michele D'Ambrosio   |
| -  | Italia (bandiera) | D     | Salvatore D'Angelo   |
| -  | Italia (bandiera) | C     | Luigi D'Apice        |
| -  | Italia (bandiera) | P     | Giuseppe Della Corte |
| -  | Italia (bandiera) | D     | Rosario De Rosa      |
| -  | Italia (bandiera) | C     | Bruno Di Napoli      |
| -  | Italia (bandiera) | A     | Marco Ferro          |
| -  | Italia (bandiera) | A     | Salvatore Galizia    |

| N. |                   | Ruolo | Calciatore        |
| -- | ----------------- | ----- | ----------------- |
| -  | Italia (bandiera) | D     | Sergio Gallo      |
| -  | Italia (bandiera) | C     | Dino Giannascoli  |
| -  | Italia (bandiera) | C     | Carlo Lepore      |
| -  | Italia (bandiera) | C     | Gaetano Manco     |
| -  | Italia (bandiera) | A     | Mario Mariniello  |
| -  | Italia (bandiera) | A     | Flavio Marzullo   |
| -  | Italia (bandiera) | D     | Vincenzo Masturzo |
| -  | Italia (bandiera) | A     | Luigi Molino      |
| -  | Italia (bandiera) | D     | Michele Murolo    |
| -  | Italia (bandiera) | D     | Michele Pagano    |
| -  | Italia (bandiera) | A     | Marco Perrone     |
| -  | Italia (bandiera) | D     | Angelo Piscitelli |
| -  | Italia (bandiera) | A     | Gaetano Poziello  |
| -  | Italia (bandiera) | C     | Alfredo Romano    |